# Walter Gugele
Walter Gugele (* 14. Dezember 1963 in Feldkirch) ist ein ehemaliger österreichischer Skirennläufer, dessen stärkste Disziplinen der Riesenslalom und der Super-G waren. Er gewann zwei Silbermedaillen bei den Junioreneuropameisterschaften 1981, feierte drei Siege im Europacup und fuhr im Weltcup einmal unter die schnellsten zehn.

## Biografie
Gugele gehörte dem Skiverein Schnifis an und wurde Ende der 1970er-Jahre, nach mehreren Jahren in den Nachwuchskadern des Vorarlberger Skiverbandes, in den Kader des Österreichischen Skiverbandes (ÖSV) aufgenommen. Die ersten internationalen Erfolge feierte er bei den Junioreneuropameisterschaften 1981 in Škofja Loka, wo er zwei Silbermedaillen in Slalom und Kombination gewann. Er durfte daraufhin beim letzten Rennen der Saison 1980/81 erstmals im Weltcup starten, kam in diesem Riesenslalom in Laax aber nur auf den 35. Platz. Vorerst blieb dies Gugeles einziger Weltcupstart, in der Folge kam er vorrangig im Europacup zum Einsatz. Während er in der Saison 1981/82 einen Riesenslalomsieg in Sestriere feierte, war im Winter 1982/83 ein vierter Platz in Tarvis sein bestes Europacupergebnis. Danach verschlechterten sich seine Resultate zusehends, auch aufgrund von Verletzungen, und Gugele verlor zwischenzeitlich seine ÖSV-Kaderzugehörigkeit.
In der ⁮Saison 1985/86 kam Gugele wieder im Europacup zum Einsatz. Bestes Ergebnis des Winters war ein zweiter Platz im Riesenslalom von Tarvis, in der Disziplinenwertung wurde er Fünfter. In der Saison 1986/87 feierte er seinen zweiten Europacupsieg im Riesenslalom von Rogla, daneben wurde er Dritter im Riesenslalom von Villach. In der Disziplinenwertung wurde er diesmal Vierter, im Gesamteuropacup erreichte er den dritten Platz. Auch im Nor-Am Cup erzielte er in der Saison 1986/87 gute Ergebnisse, die sich mit dem zweiten Platz in der Riesenslalomwertung niederschlugen. Nach diesen Resultaten kam Gugele am 22. März 1987 im Riesenslalom von Sarajevo zum zweiten Mal im Weltcup zum Einsatz. Er belegte den 15. Platz und gewann seinen ersten Weltcuppunkt. Im Winter 1987/88 startete Gugele weiterhin im Europacup. Er wurde wiederum Dritter in der Gesamtwertung und sicherte sich mit dem Sieg im Super-G von Sarajewo zugleich den Sieg in dieser Disziplinenwertung. Am Ende des Winters kam er erneut zu einem Einsatz im Weltcup. Beim Super-G in Saalbach-Hinterglemm am 24. März 1988 erreichte er den neunten Platz – zeitgleich mit Alberto Tomba – und damit sein bestes Weltcupresultat. Wenig später beendete Gugele seine aktive Karriere.

## Erfolge

### Weltcup
- 1 Platzierung unter den besten zehn

### Europacup
- Saison 1985/86: 5. Riesenslalomwertung
- Saison 1986/87: 3. Gesamtwertung, 4. Riesenslalomwertung
- Saison 1987/88: 3. Gesamtwertung, 1. Super-G-Wertung
- 5 Podestplätze, davon 3 Siege:

| Saison  | Ort       | Land        | Disziplin    |
| ------- | --------- | ----------- | ------------ |
| 1981/82 | Sestriere | Italien     | Riesenslalom |
| 1986/87 | Rogla     | Jugoslawien | Riesenslalom |
| 1987/88 | Sarajewo  | Jugoslawien | Super-G      |

### Nor-Am Cup
- Saison 1986/87: 2. Riesenslalomwertung

### Junioreneuropameisterschaften
- Škofja Loka 1981: 2. Slalom, 2. Kombination, 5. Riesenslalom